# 泰國日報
《泰國日報》，又译：《泰叻報》（泰語： Thairath）是泰國發行量最大的報紙，每日流通量達到一百萬份。
每日的版分為兩部份：
- 第一：日常新聞，側重犯罪、事故調查等；還包括大量：經濟、政治、社會新聞。
- 第二：體育版和娛樂版。

## 歷史
《泰國日報》由甘蓬·瓦察蓬（Kampol Watcharapol）創辦於1962年12月25日。 
甘蓬先前還創辦了兩份報紙──《戲劇評論》（ข่าวภาพรายวัน╱Khaophap Raiwan）於1958年被泰國政府查封。

戾年五月他又創辦：《紅統之聲》（เสียงอ่างทอง╱Siang Ang Thong）並一直發行至1962年。

## 政治觀點
2001年至2004年，該報傾向於支持他信總理的政策，而2005年開始態度轉為稍有懷疑。2006年4月國會選舉之後，曾撰文歡迎他信的辭職，評論如下：「該次大選結果表明反他信的情緒已經在具有民主意識的廣大市民當中廣泛傳播，他們反對一切（對于）貪污腐化（的指控）」。

## 外部連結
- 《泰國日報》公式網址 （页面存档备份，存于） （泰文）
- 《泰國日報》資訊 （页面存档备份，存于） （英文）